# Angiometopa
Angiometopa (лат.) — род серых мясных мух из подсемейства Paramacronychiinae (Sarcophagidae).

## Описание
Ариста сливообразная, длина самых длинных волосков не менее чем в 1,5 раза длиннее наибольшего диаметра аристы; гонококситальная доля (парамер) с перепончатой долей у основания; фаллос с субапикальными рукавами. Прешовные акростихальные щетинки присутствуют, или если отсутствуют нижний калиптер желтоватый. Щупики желтовато-оранжевые. Неарктика и Палеарктика.
- A. bajkalensis Kolomiets & Artamonov, 1981
- A. falleni Pape, 1986[4]
  - =Musca ruralis Fallén, 1817
- A. flavisquama Villeneuve, 1911
- A. mihalyii Rohdendorf & Verves, 1978[6] (или в Agria)
- A. ravinia Parker, 1916